# Ànec Donald
L'Ànec Donald (Donald Duck en anglès) és un dels personatges de ficció més coneguts de The Walt Disney Company, tant en animació com en còmics, creat el 1934. És un ànec blanc antropomòrfic amb el bec, els braços i les potes ataronjades. Generalment porta una camisa i una gorra de mariner i no duu pantalons. Amb un caràcter rondinaire i irascible, té una manera de parlar que imita el so d'un ànec i que ha contribuït en gran manera a la seva popularitat.
El personatge va ser creat, entre d'altres, per l'animador Dick Lundy.
Al principi de la seva carrera cinematogràfica, Donald feia de contrapès al caràcter reflexiu i més tranquil d'un altre personatge famós, Mickey Mouse. Ràpidament, però, va esdevenir l'heroi de la seva pròpia sèrie de dibuixos animats. Pel que fa al còmic, es va veure envoltat per un nombre important de nous personatges i un univers propi, mercès a grans guionistes i dibuixants americans com Al Taliaferro i Carl Barks. Alguns d'aquests personatges secundaris, com ara l'Oncle Garrepa, van acabar per difuminar una mica la importància del mateix Donald.
Donald gairebé ha desaparegut del món del cinema, però dins del món editorial encara és molt popular, sobretot als Països escandinaus i de l'Europa del Nord, igual que a Itàlia (on és conegut com a Paolino Paperino). També segueix tenint molta importància dins de la gamma de productes derivats de l'univers Disney.
Segons el dibuix animat Donald Gets Drafted (1942), el nom complet en anglès d'aquest personatge és Donald Duck Fauntleroy (el nom menys conegut fa referència al seu barret de mariner). En els curts apareix en solitari la majoria de vegades, però en d'altres ho fa en companyia de Mickey Mouse, Daisy Duck, Goofy, Minnie Mouse, Pluto, Oncle Garrepa, Ludwig Von Drake, Jaumet, Jordinet i Joanet, Pete i Chip 'n' Dale.
Juntament amb el seu amic Mickey Mouse, Donald va ser inclòs en la llista dels 50 millors personatges de dibuixos animats de tots els temps de TV Guide el 2002, i ha guanyat una estrella al Hollywood Walk of Fame. Ha aparegut en més pel·lícules que qualsevol altre personatge de Disney.

## Origen
L'intèrpret de veu Clarence Nash va fer una audició per a Walt Disney Studios quan va saber que Disney cercava gent per crear sons d'animals per als dibuixos animats. Disney va quedar especialment impressionat amb la imitació d'ànec de Nash i el va triar per donar veu al nou personatge. Disney va trobar els atributs icònics de Donald, com ara el seu temperament curt i el seu vestit de mariner (basat en què els ànecs i els mariners estan associats amb l'aigua). Mentre que Dick Huemer i Art Babbitt van ser els primers a animar Donald, a Dick Lundy se li atribueix el desenvolupament com a personatge.
El 29 d'abril de 1934, cinc dies abans de l'estrena de The Wise Little Hen, el líder de la banda Raymond Paige va interpretar la partitura del dibuix animat al seu programa California Melodies per a l'emissora de ràdio AM de Los Angeles KHJ. Les veus principals van ser interpretades per un trio, els Three Rhythm Kings. Clarence Nash i Florence Gill van interpretar les veus dels personatges d'aquest tractament radiofònic, amb Nash interpretant tant l'ànec Donald com Peter Pig, fet que va ser la primera vegada que el públic va escoltar la veu de l'ànec de Nash.

## La història de Donald en l'animació

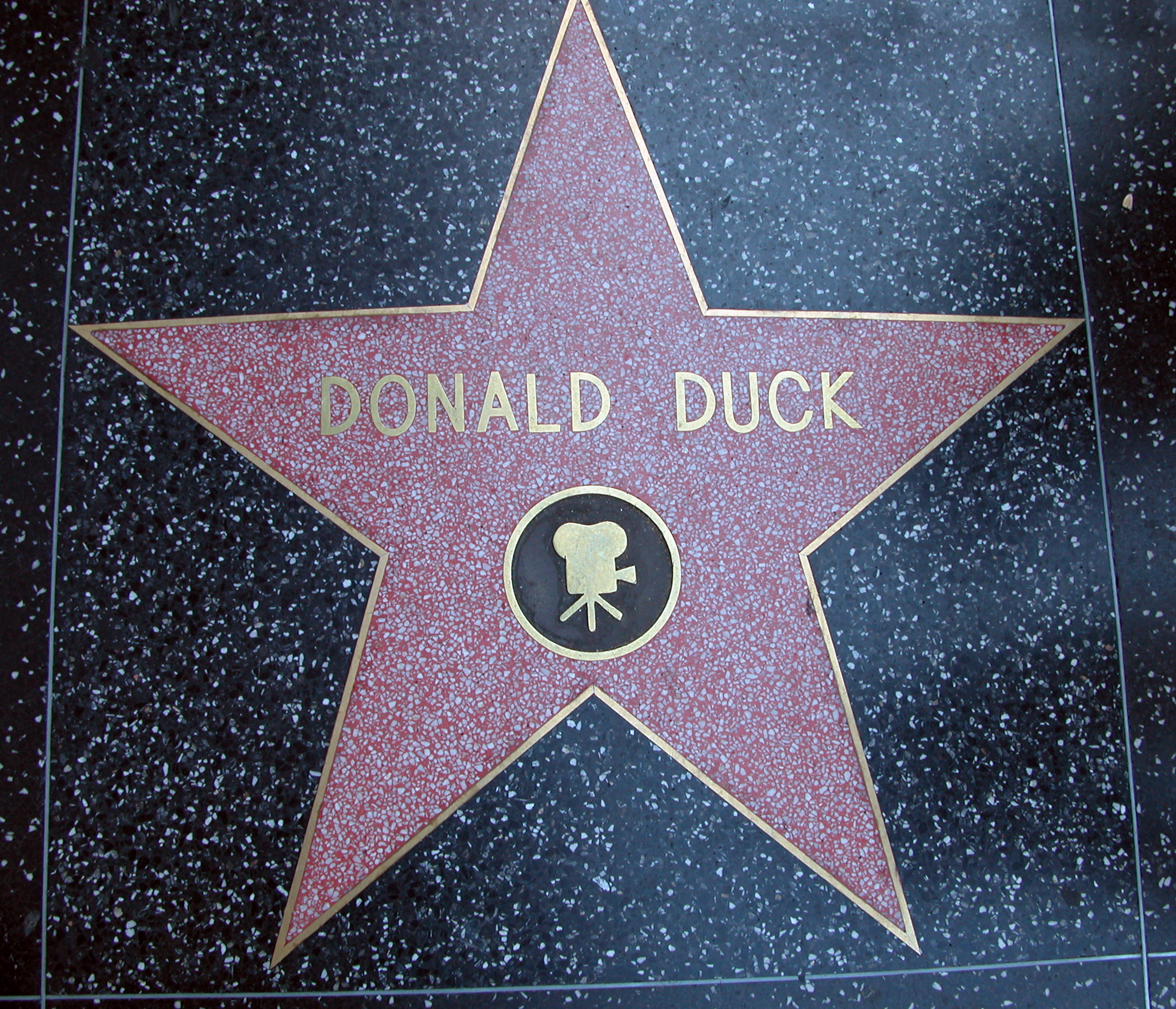
Passeig de la Fama, Hollywood

La primera aparició de Donald va ser en la sèrie de dibuixos animats Silly Symphonies, en el curtmetratge The Wise Little Hen (La gallineta sàvia). La data d'estrena del 9 de juny de 1934 està reconeguda oficialment per la Walt Disney Company com l'aniversari de Donald, tot i que l'historiador J.B. Kaufman, consultor de The Walt Disney Family Museum, va descobrir en anys recents que The Wise Little Hen es va mostrar per primera vegada el 3 de maig de 1934, al Carthay Circle Theatre durant un programa benèfic, mentre que el seu debut oficial va ser el 7 de juny al Radio City Music Hall.
L'aparença de Donald en aquesta primera animació, era similar a l'actual: els colors eren els mateixos, així com la jaqueta de mariner i la gorra, però era més espigat, més gros i amb uns peus més grans. La seva personalitat encara no estava desenvolupada, tan sols hi interpretava un paper d'amic poc servicial. En canvi, la veu del personatge (interpretada per Clarence Nash ja estava present i es mantindria igual durant 51 anys, fins que va morir Nash. Aquesta forma de parlar característica, gairebé inintel·ligible, va marcar el públic i va contribuir força a la gran popularitat del personatge.
L'11 d'agost de 1934, Ben Gillett, el director de La gallineta sàvia, va fer aparèixer Donald en el dibuix animat The Orphan's Benefit del Mickey Mouse.
Al cinema, Donald apareix després en mants dibuixos animats, en un paper secundari al costat de Mickey. El primer curtmetratge de l'any és The Band Concert. John Grant indica que continua aquí el que havia començat a Orphan's Benefit: el «robatori del paper estel·lar». Esmenta per recolzar el seu punt de vista a Helen G. Thompson, periodista de la revista britànica The Stage, que no estalvia elogis:
| « | «…Al començament d'Orphan's Benefit [un error], s'embarca a la casa, amb els maons, els testos i les altres dependències… Es diu que ningú no ha captivat tant des de Ben Turpin. Ningú s'havia desinflat amb tanta fermesa des que la piconadora va aixafar el petit Fido. La seva persistència va ser comparable a la de Jean Valjean a Els miserables. » | » |

En el guió inicial, Donald hauria d'haver interpretat un saxofonista, però Walt va decidir el contrari 1948 i 1952. Un altre element, Donald apareix aquí lluitant amb una abella, fet que ocurrirà 7 vegades entre 1948 i 1952.
En veure l'èxit del personatge, Donald va convertir-se en un personatge habitual de les animacions del ratolí Mickey, junt amb Minnie, Goofy i Pluto. A Mickey's Service Station (16 de març de 1935), Donald comença un trio amb Goofy i Mickey. Aquest trio serà present en la majoria dels curtmetratges dirigits per Ben Sharpsteen entre 1935 i 1938. Aquest trio és present en molts curtmetratges i permet a guionistes i animadors presentar moltes escenes còmiques. Aquests curtmetratges solen denominar-se clàssics de l'animació, com ens recorda Leonard Maltin.
No obstant això, en una inspecció més propera, la majoria dels gags se centren en un sol dels personatges. La vinyeta es redueix després a la successió de gags, sovint específics de cada personatge pel seu caràcter i les seves característiques físiques (Goofy és ingenu i simple però això és el que el fa simpàtic i divertit, Donald està enutjat i temorós però és bo, Mickey és petit però valent) en un entorn determinat. Després de 1938, els tres personatges apareixen força sols i són els protagonistes de la seva pròpia sèrie i això s'explica principalment per la manca de possibilitats per concebre històries amb Mickey Mouse, ja que el seu caràcter s'ha tornat massa estricte per fer-li entremaliadures. Com a mostra d'aquest fet, el juny de 1938, el curtmetratge Polar Trappers presenta únicament Donald i Goofy, com a duo.
Els dibuixos animats d'aquest període es consideren "clàssics" de l'animació.
Donald va ser redibuixat l'any 1937i es va tornar més petit i rodanxó. També va començar a aparèixer en animacions com a protagonista principal, la primera de les quals va ser el 9 de gener de 1937, en l'animació Don Donald de Ben Sharpstenn. En aquest curtmetratge apareix el personatge de Donna Duck, de qui es va enamorar. No s'ha de confondre amb Daisy, la posterior promesa de Donald, que va ser presentada a Mr. Duck Steps Out (1940). Els seus nebots Jaumet, Jordinet i Joanet van fer la seva aparició animada el 15 d'abril de 1938 en la pel·lícula Donald's Nephews (Els nebots de Donald), dirigida per Jack King.
Durant la Segona Guerra Mundial, el públic demanava personatges més esbojarrats: va ser l'època del naixement de Bugs Bunny i de l'ascens de popularitat de l'Ànec Donald. L'any 1949, Donald havia superat la popularitat de Mickey Mouse, i esdevé l'estrella de Disney: abans del 1941 havia aparegut en unes 50 animacions; entre 1941 i 1965 en protagonitza més de 100.
Molts dels curts de Donald durant el període de guerra van ser films de propaganda, dels quals es pot destacar Der Fuehrer's Face, estrenada l'1 de gener de 1943.
Altres curtmetratges notables d'aquest període inclouen els anomenats "curts de l'Armada" (Army shorts), sis pel·lícules que descriuen la vida de Donald a l'Armada dels Estats Units, des del seu reclutament fins a la vida en un campament sota les ordres del sergent Pete El Negre, passant per la seva primera missió comando on ha de sabotejar una base aèria japonesa. Els títols de la sèrie són:
- Donald Gets Drafted (1 de maig de 1942)
- The Vanishing Private (25 de setembre de 1942)
- Sky Trooper (6 de novembre de 1942)
- Fall Out Fall In (23 d'abril de 1943)
- The Old Army Game (5 de novembre de 1943)
- Home Defense (26 de novembre de 1943)
- Commando Duck (2 de juny de 1944)

Sovint entre els Army Shorts també s'inclouen dos curts més de temàtica bèl·lica: Der Fuehrer's Face i The Spirit of '43, ambdós estrenats el gener de 1943.
A Donald Gets Drafted, l'ànec passa un examen mèdic on es descobreix que té els peus plans i que és daltònic.
Després de la guerra, el personatge es modifica passant de ser un causant de molèsties a víctima: Donald és atacat, acorralat i ridiculitzat repetidament pels seus nebots, els esquirols Chip and Dale o per altres personatges com un os o una colònia de formigues. Els artistes de Disney doncs, decidiren girar la truita, i allunyar-se dels guions dels artistes de la competència, com Walter Lantz i d'altres, on el personatge principal era l'instigador de les escenes esbojarrades, i no la víctima d'elles.
El Donald de la postguerra també va protagonitzar animacions educatives, com L'Ànec Donald en la terra de les matemàtiques màgiques (1959), i va formar part de diversos projectes de Disney, com per exemple El drac poc inclinat (1941) i l'espectacle de televisió nord-americana Disneylandia de l'any 1959.
Des de començaments del segle xxi, la veu de Donald és interpretada per Tony Anselmo, com per exemple a les sèries animades House of Mouse.

## La història impresa de Donald

### Primera aparició
Donald bé podria haver fet la seva primera aparició impresa el 1931, al poema Mickey's HooZoo, el qual enumerava a tots els amics de granja de Mickey (la majoria desenvolupats per Disney fora de l'entorn de la granja com a personatges importants). Entre ells hi havia un aneguet anomenat Donald. Malgrat el nom, la similitud d'aquest personatge amb el qual després va aparèixer en el curt La gallineta sàvia de 1934, tenen poc en comú. El llibre va ser dibuixat per Wilfred Haughton i es va publicar en un llibre de la sèrie The Adventures of Mickey Mouse publicat per David McKay a Nova York. Es va tornar a publicar el 1932 a Londres com les primeres versions de Mickey Mouse Annual.

### Tires còmiques
El Donald de La gallineta sàvia va fer la seva primera aparició impresa en la secció còmica d'un diari amb l'adaptació d'aquesta animació. Va ser publicat entre el 16 de setembre i el 16 de desembre de 1934 a Silly Symphonies per Ted Osborne i Al Taliaferro.
Però va ser el 1935 quan el personatge de l'ànec Donald va néixer realment amb un llibre dedicat directament a ell: una tira còmica de 14 pàgines publicada per Whitman Publishing Company. Poc després, Al Taliaferro va dibuixar tires còmiques de Donald als diaris. Des del 10 de febrer de 1935, Ted Osborne i Floyd Gottfredson, van integrar Donald a les històries dominicals de Mickey. Es tracta de petits gags que tenen lloc en tres o quatre vinyetes continuant-se durant llargs períodes. Apareix des del 4 de març a la tira diària Editor in grief)
El 1935, l'estudi va començar a llicenciar la mercaderia de l'ànec Donald. En 15 anys es van comercialitzar diversos centenars de productes, ninots, llibres, sabó, jocs, raspalls de dents, un tren en miniatura Lionel, un rellotge Ingersoll i diversos aliments com cereals, crispetes i sucs de taronja.
No va ser fins a finals de la dècada de 1930 quan els dibuixants americans i italians de Disney van començar a escriure llargues històries de l'ànec Donald.
Entre el 30 d'agost de 1936 i el 12 de desembre de 1937, Donald és predominant a les Silly Symphonies com a personatge secundari per a la tira còmica de Mickey. Ted Osborne n'era el guionista i Al Taliaferro el dibuixant i colorista (estudis posteriors mostren que probablement Taliaferro va contribuir també als arguments i acudits). El duo va transformar Donald de personatge rural a urbanita. També va introduir altres membres de la "família Ànec" i van batejar els tres nebots bessons de Donald, Joanet, Jordinet i Jaumet, que van aparèixer per primer cop el 17 d'octubre de 1937. Eren els fills de la seva germana Della Duck, que van ser enviats per un temps a casa de Donald mentre son pare es recuperava a l'hospital de llurs darreres entremaliadures. Donald es va convertir llavors en una espècie de pare adoptiu.

### Llibres de còmics
El 30 de desembre de 1937 es va publicar la primera història de l'Ànec Donald en còmic. Disney havia autoritzat l'editorial italiana Mondadori a crear historietes amb els seus personatges, i la primera (realitzada per Federico Pedrocchi) va ser protagonitzada per Donald (sota el nom italià de Paolino Paperino) duent per títol Paolino Paperino e il Mistero di Marte (més tard reeditada als Estats Units com The Secret of Mars). La història, de 18 pàgines i rudimentària segons els estàndards posteriors, és considerada com la primera a presentar Donald en una aventura seriosa més que en un paper únicament còmic. També és la primera de moltes d'altres on fa de viatger espacial.

### Desenvolupaments fets perTaliaferro
Als Estats Units, Donald es va convertir en l'heroi de la seva pròpia tira còmica a partir del 2 de febrer de 1938, i va ocupar una pàgina dominical a partir del 10 de desembre de 1939. Ambdues van ser dibuixades per Al Taliaferro, aquesta vegada amb Bob Carp com guionista durant trenta anys. Taliaferro va continuar contribuint en l'argument i els acudits, i alguns estudis li atribuïxen la majoria de les idees que van convertir en "clàssiques" aquestes tires còmiques. Taliaferro va continuar treballant en la tira diària fins al 10 d'octubre de 1968 i a la pàgina dominical fins al 16 de febrer de 1969. La tira va acabar el maig de 1995.
Entre altres coses, Taliaferro va aportar nombrosos personatges nous a la sèrie: Daisy va fer la seva primera aparició en còmic el 4 de novembre de 1940, i en animació el 7 de juny de 1940 a Mr. Duck Steps Out. L'àvia paterna de Donald, generalment anomenada Àvia Ànec, va aparèixer per primera vegada en un marc de fotografies l'11 d'agost de 1940, i en tant que personatge el 28 de setembre de 1943. Taliaferro també va introduir Donna, una pretendent de Donald que rivalitzà amb Daisy entre el 7 i 18 d'agost de 1951, abans d'anar-se'n amb un altre ànec. Encara que no va crear personalment la majoria d'aquests personatges, Taliaferro és considerat el qui va desenvolupar les seves personalitats, així com la del mateix Donald, establint els punts principals que van permetre desenvolupaments posteriors.

### La influència de Carl Barks

#### Primera cacera del tresor
L'any 1942, Donald ja era molt popular entre els lectors de diaris dels Estats Units a causa de la seva tira diària. Llavors, Disney va donar la llicència a la Western Publishing per a crear històries originals amb els seus personatges que es publicarien en forma de còmics.
La primera història nord-americana de l'Ànec Donald creada originalment per a una revista de còmics va ser feta per empleats de Disney: va ser Donald Duck Finds Pirate Gold (L'Ànec Donald troba l'or dels pirates), publicada l'octubre del 1942. Es basava en l'argument d'una animació que mai no va arribar a ser produïda, obra de Harry Reeves i Homer Brightman; els esbossos de l'animació van ser donats a Bob Karp, guionista a la Western Publishing, i aquest va utilitzar-los com a base per al còmic.
L'aventura va ser il·lustrada per Carl Barks i Jack Hannah, i cadascú va dibuixar la meitat de les 64 pàgines de la història: Barks va dibuixar les pàgines 1,2,5 i des de la 12 fins a la 40, i Hannah va fer les il·lustracions de les pàgines 3,6,11 i de la 41 fins a la 64.
La història situa Donald i els seus nebots a la recerca d'un tresor perdut de Henry Morgan i combina elements d'humor i d'aventura amb moments dramàtics i misteriosos. Encara que és un treball principiant de Barks, la seva cura pels detalls ja es fa notar. L'argument el va dur a dibuixar un port i un veler; Barks va decidir utilitzar les edicions de la revista National Geographic, que col·leccionava, per a documentar-se. El resultat va ser una realització molt precisa. El guió contenia molt poques escenes de diàlegs, probablement a causa del fet que els autors estaven acostumats als estàndards dels curtmetratges i de les tires còmiques dels diaris. La història és considerada significativa tant perquè és la primera dibuixada per Barks amb Donald per al còmic com per ser la primera vegada en què l'ànec és involucrat en una expedició a la recerca d'un tresor: Barks va utilitzar més endavant aquest mateix tema en molts dels seus guions.

#### Orígens als còmics

L'Ànec Donald dibuixat per Don Rosa.

Fins al 1943, tant el desenvolupament de l'animació com el de les tires dels diaris de Donald era el resultat de l'esforç combinat de cert nombre de creadors diferents, més que d'un sol. Però les aventures de Donald en històrietes de còmic van ser realitzades en la seva major part per Carl Barks.
La versió en còmic va anar-se diferenciant de la versió animada en diversos aspectes, com va ocórrer amb Mickey en el seu moment. Quan l'Ànec Donald va guanyar el seu propi lloc en la tira còmica dels diaris, ell i els seus personatges secundaris van allunyar-se dels estàndards del món de l'animació tal com se'ls presentava quan acompanyaven les aventures de Mickey. Això va convenir a Barks, a qui no li agradaven les historietes de Mickey. Més tard, però, va inspirar-se en Floyd Gottfredson i en les seves històries, tot i que sembla que trobava a Mickey i els seus personatges secundaris no gaire interessants. De fet, la seva única història amb Mickey, Minnie, Goofy i companyia va ser The Riddle of the Red Hat (agost del 1945).
Barks es va allunyar en gran manera de la personalitat animada de Donald com un malfaener impulsiu, la característica principal del qual era la seua xerrameca que amb prou feines s'entenia. Per a fer-lo afí a les historietes còmiques impreses, Barks va redefinir la seva personalitat, donant-li un discurs articulat i emocions. També a proporcionar-li un entorn, creant la ciutat de Duckburg a l'estat nord-americà de Calisota. Això li va permetre desenvolupar tota una galeria de ciutadans, com l'ànec més ric del món, l'Oncle Garrepa, el cosí afortunat, Gladstone Gander o el peculiar inventor Gyro Gearloose (Ungenio Tarconi). En les historietes, Donald viu en una casa de Duckburg amb els seus nebots.
Gran part d'aquest escenari va ressorgir l'any 1987 en la sèrie televisiva americana Duck Tales. En aquesta animació, però, Donald treballa i viu com a navegant en un portaavions i Huey, Dewey i Louie viuen amb l'Oncle Garrepa.

#### Primers treballs de Barks

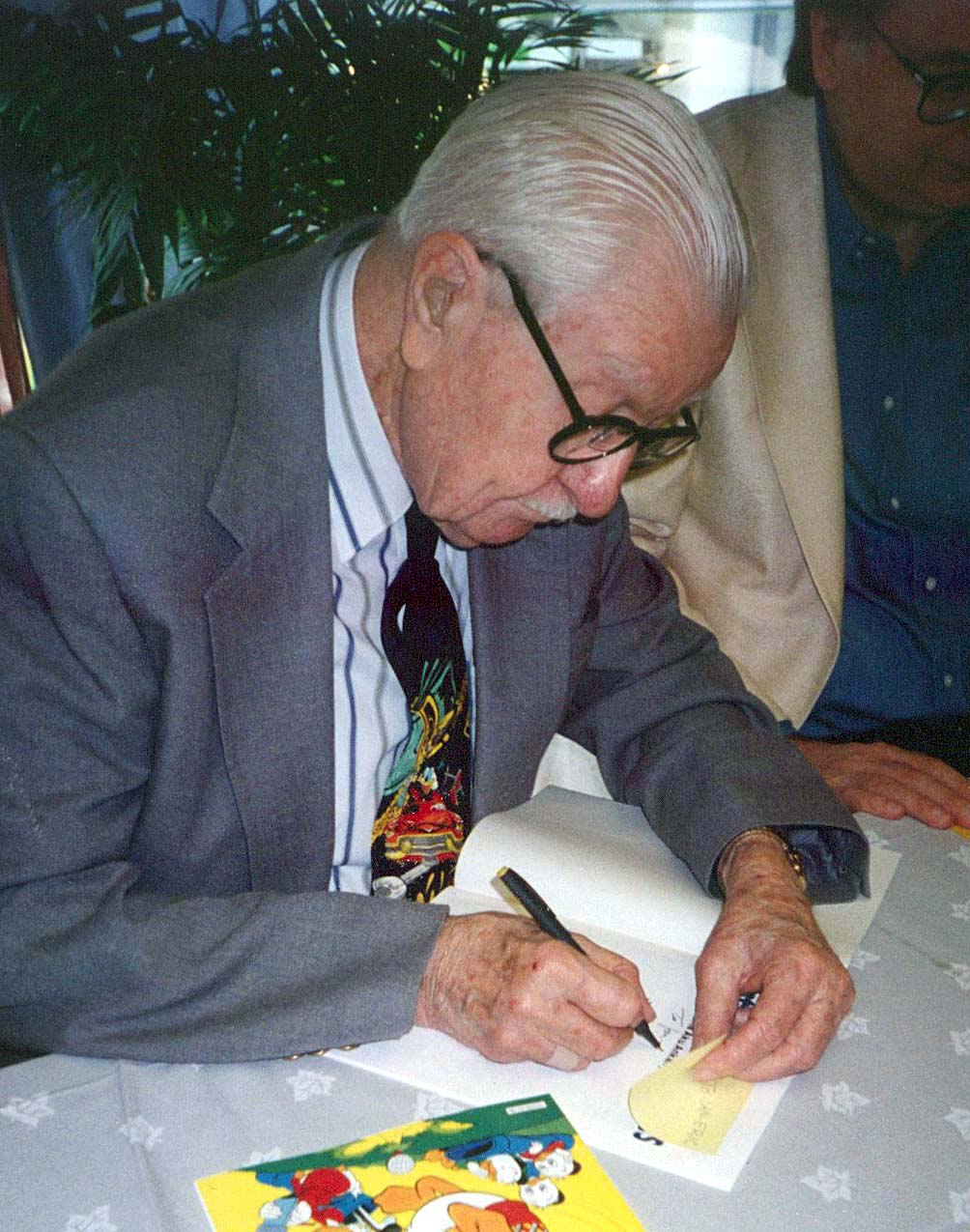
Carl Barks (1994)

L'any 1943, Barks va deixar de treballar als Estudis Disney per anar a la Western Publishing, amb un sou inicial de 12,50$ per pàgina. Segons explica en una entrevista, la companyia esperava que il·lustrés històries basades en els guions d'altres persones; així li van enviar el guió de The Victory Garden amb una nota en la qual li permetien fer arranjaments en la història en cas que necessités alguna millora. Quan va acabar de fer els seus canvis, quedava ben poc de l'original, però l'havia millorat sensiblement. D'ençà, Barks va fer ambdues coses: guió i il·lustració.
La seva producció durant aquest any 1943 va marcar el ritme que seguiria durant gairebé tota la dècada següent: vuit historietes còmiques de deu pàgines, publicades aproximadament una cada mes a Walt Disney's Comics and Stories, i una història d'aventures més llarga per a una publicació esporàdica de L'Ànec Donald. La primera d'aquestes històries va ser The Mummy's Ring, de vint-i-vuit pàgines.
Les històries més curtes generalment se centraven en la vida diària de Donald, en les seves facetes còmiques, mentre que les més llargues eren sovint històries d'aventures en llocs exòtics. Aquestes també podien contenir elements més dramàtics i temes més forts, i podien posar Donald i els seus nebots en situacions perilloses i algunes vegades gairebé fatals. Per a afegir realisme a les seves il·lustracions, Barks es documentava sovint amb la revista National Geographic.
Aquestes històries, segons les circumstàncies, mostraven diverses facetes de la personalitat de Donald. O com Barks diria més tard: "De vegades era molt dolent i de vegades era realment un bon noi, i totes les vegades era tan sols algú que s'equivocava com la majoria dels éssers humans." En aquestes aventures, Donald podia tant perdre com guanyar (tot i que, en general, fins i tot les seves victòries eren en va), el que donava una noció més de realisme al seu caràcter així com als altres personatges i a les diverses situacions.
Els seus nebots sempre l'acompanyaven, i Barks també els va enriquir la personalitat. En alguns casos, actuaven com les criatures entremaliades que Taliaferro havia creat, en antagonisme amb el seu oncle; en d'altres, es ficaven en problemes i Donald havia de salvar-los; però en uns altres, demostraven un remarcable enginy i inventiva, moltes vegades ajudant el seu oncle a sortir de situacions difícils. Algunes vegades fins i tot demostraven tenir un enteniment més profund i madur que Donald.

#### Un primer afegitó de personatges secundaris
El primer personatge recurrent que Barks va introduir va ser el veí de Donald, Jones, que ja havia fet una aparició esporàdica a Good Deeds, publicat al juliol de 1943 (era el veí al que Donald li agradava prendre el pèl). Més endavant va fer la seva primera aparició completa a Bons Veïns, publicat l'11 de novembre de 1943. Allí, ell i Donald intenten pactar una treva, però quan interpreten malament una sèrie d'esdeveniments casuals, tornen a les seves baralles habituals amb una determinació renovada, destruint gairebé cadascú la casa de l'altre. Els nebots, que n'estan farts, avisen els amos de la casa, i els dos personatges han de trobar noves cases per a llogar. Però per a la seva desil·lusió, es troben que són veïns novament, i les baralles continuen. Jones sembla estar sempre de mal humor i Donald serveix per a augmentar el seu enuig i fer-lo explotar. Els dos veïns irracionals i fàcilment irritables serviran de tema per a una revista de deu pàgines.

#### Introducció d'Oncle Garrepa i Gladstone Gander

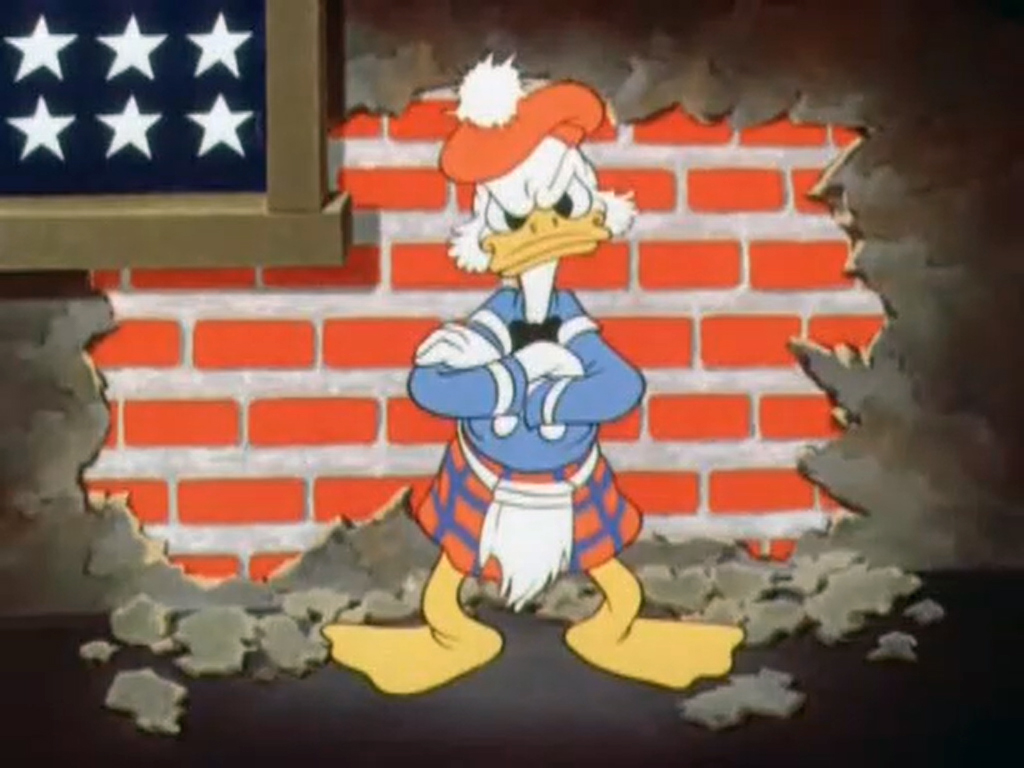
L'Oncle Garrepa es va crear a partir d'un personatge creat per al curtmetratge The Spirit of '43.

Els dos següents personatges habituals introduïts per Barks van tenir més importància argumental. L'oncle matern de Donald, Oncle Garrepa va fer la seva primera aparició a Christmas on Bear Mountain, publicat el desembre de 1947. L'aparició d'Oncle Garrepa va ser seguida gairebé immediatament per la del cosí de Donald, l'oca Gladstone Gander a Wintertime Wager, publicat el gener de 1948. En realitat, aquesta dada és la cronologia interna de la història.
Ambdós personatges encara no tenien característiques conegudes. Gladstone Gander va ser presentat més aviat com un cosí arrogant que tenia un dret sobre la casa de Donald (a causa d'una juguesca feta amb Donald segons la qual, durant el Nadal, Gladstone seria capaç de nadar en el llac proper a la casa). Gladstone encara no exercia el títol d'"L'oca amb més sort del món". Daisy, que salva Donald de perdre la seva casa, sembla no interessar-se en Gladstone. El triangle amorós encara no s'havia format.
El mateix passava amb Oncle Garrepa: era barbut, amb ulleres, ric i vell, recolzant-se amb un bastó. Vivia tot sol en una gran mansió, per la qual cosa es diu que havia estat inspirat pel Ciutadà Kane d'Orson Welles. Amb un estrany sentit de l'humor, planejava entretenir-se tot convidant els seus nebots a la seva cabana de muntanya per a espantar-los.

### Desenvolupament posterior

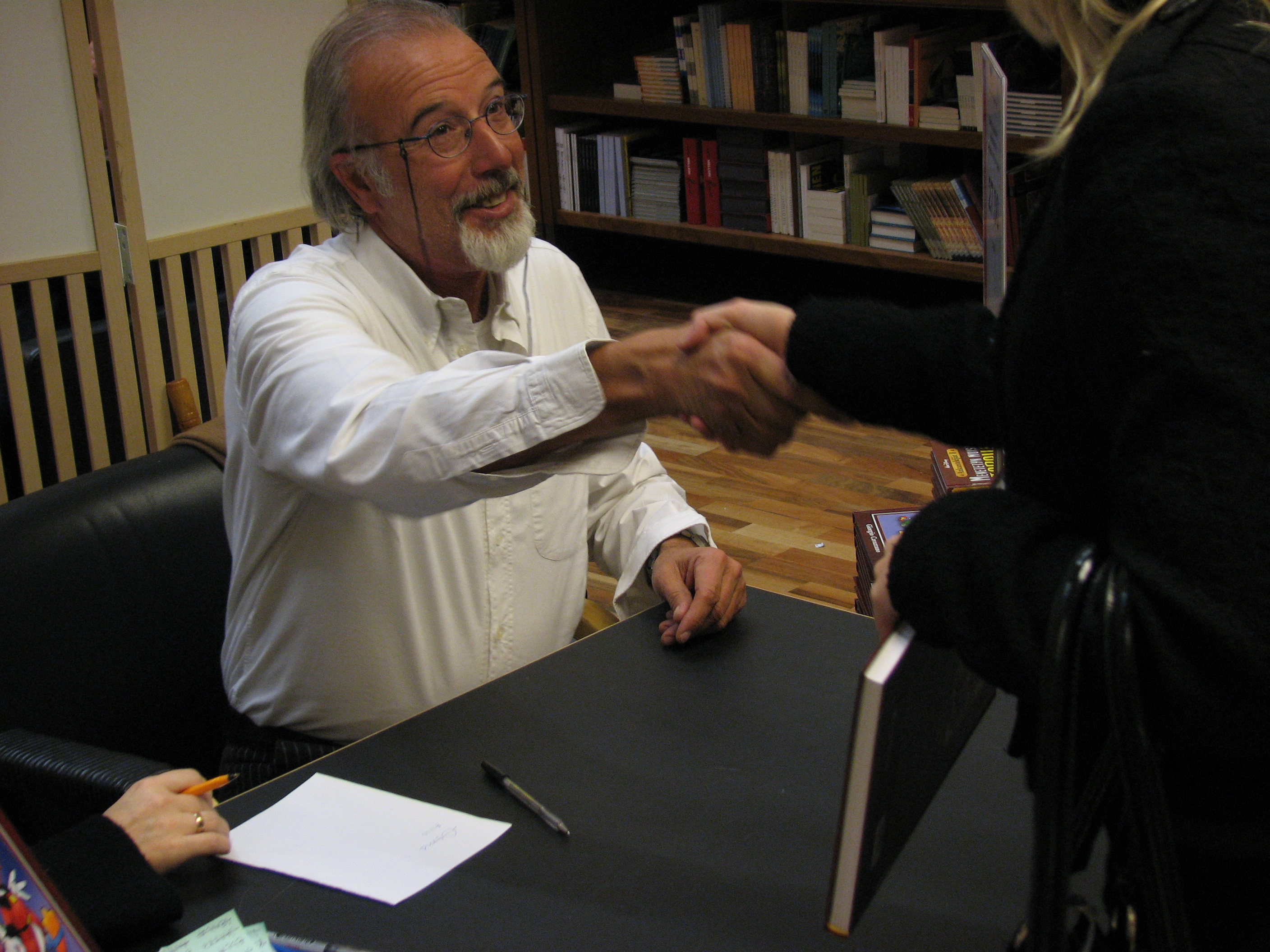
Giorgio Cavazzano.

Barks no va ser l'únic autor que va desenvolupar la personalitat de Donald. Arreu del món centenars d'altres autors han utilitzat a aquest personatge, donant-li forma. El treball més notable va ser el de l'editorial italiana Mondadori i els seus artistes i escriptors, que van popularitzar el personatge a Europa. Romano Scarpa, per exemple, va afegir una gran quantitat de personatges nous a l'univers de l'Ànec Donald, tot i que són rarament utilitzats fora de les historietes de la Mondadori. Un altre innovador popular a Europa és Guido Martina, amb el seu personatge Paperinik, creat a la dècada de 1960. Paperinik és la identitat secreta de Donald, és un venjador i un superheroi. Va ser creat per demanda popular, com a contrast del personatge de perdedor de Donald.
Una de les zones d'Europa on els còmics de Donald és més famós són els Països Nòrdics. A Suècia l'autor de còmics Charlie Christensen ha realitzat un personatge de còmic dirigit a un públic adult, que analitza satíricament la societat, d'una gran semblança amb Donald, de nom Arne Anka. El personatge va ser denunciat per Disney per plagi.

## Història familiar de Donald
L'autor d'historietes Don Rosa va crear un arbre genealògic de Donald per a l'editorial danesa Egmont. Segons aquest, Donald va néixer als voltants de l'any 1920, sense conèixer-se cap data oficial; els seus pares són Hortense McDuck (germana menor de l'Oncle Garrepa) i Quackmore Duck, que tenen el mateix temperament que el seu fill; la germana de Donald es diu Della Thelma Duck, però ni ella ni els seus pares apareixen en animacions o historietes excepte en casos especials, com The Life and Times of Scrooge McDuck. Segons Rosa, Donald i Della són bessons. A banda de l'Oncle Garrepa, Donald també va tenir un altre oncle menys conegut: l'intel·lectual Ludwig Von Drake (inspirat en Ludwig von Mises), però es va desautoritzar a Don Rosa d'utilitzar aquest personatge perquè està "oficialment mort". No obstant això, encara hui dia, Ludwig apareix en diverses historietes dels ànecs dibuixades a Itàlia.

## L'automòbil de Donald

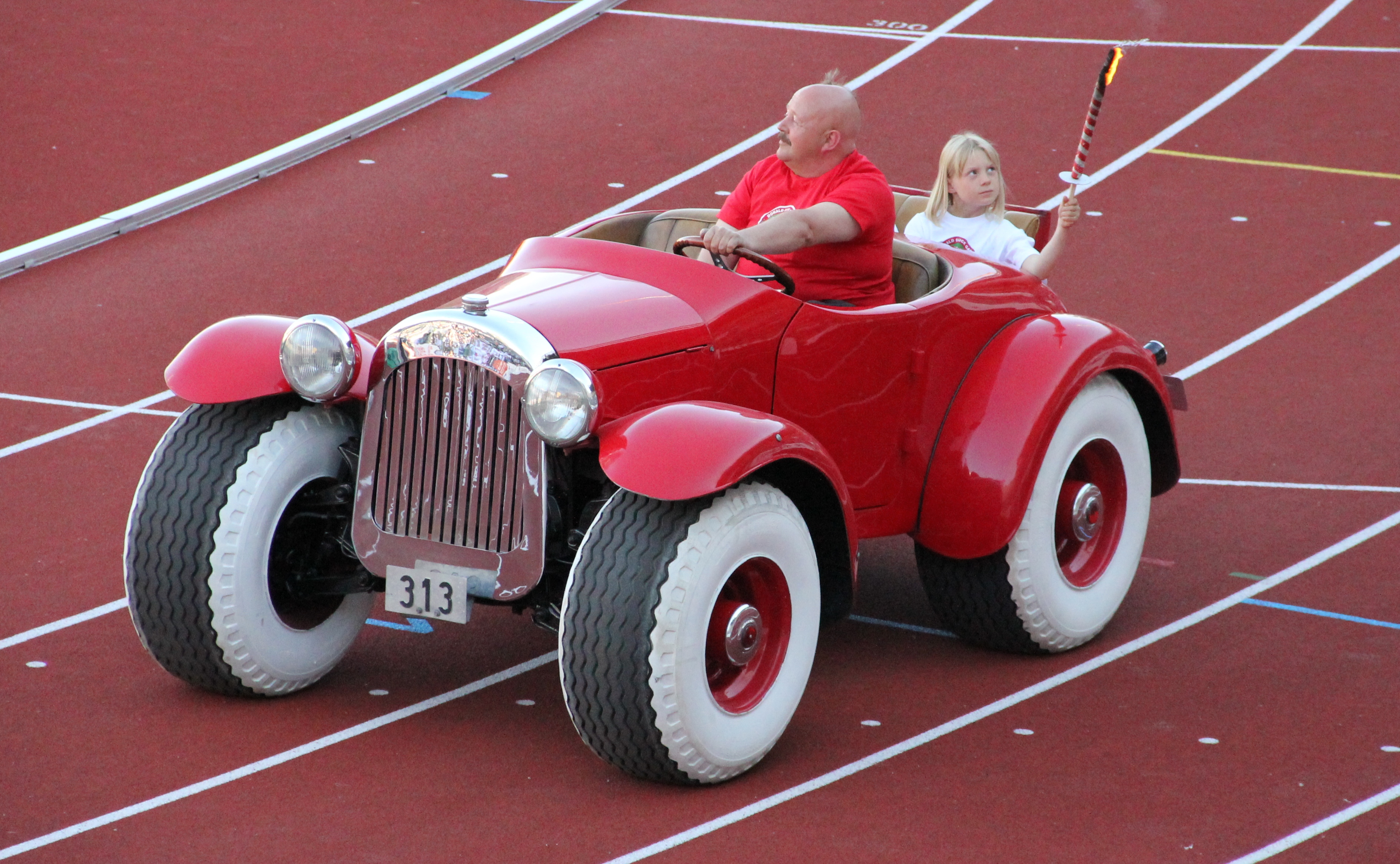
Reproducció del cotxe de l'Ànec Donald.

El cotxe de Donald va aparèixer inicialment al curt Don Donald. Al Taliaferro el va introduir definitivament l'1 de juliol de 1938. És un Belchfire Runabout model 1934. Es diu que el mateix Donald el va construir a partir de peces soltes de diferents procedències. És identificable per la seua matrícula 313. El número 313 es deu o bé a l'aniversari fictici de Donald (13 de març) o bé és una referència a la mala sort triplicada (3x13).
Encara que Donald va conduir esporàdicament altres vehicles, en les tires de Taliaferro i en les històries de les dècades següents, aquest automòbil romandria amb Donald. Els constants trencaments del cotxe i la necessitat de reparar-lo són la font de nombrosos acudits. Immediatament reconegut pels lectors, sembla haver-se convertit també en una marca d'identificació de Donald, com la samarreta marinera i la gorra. D'altra banda, el seu alter-ego Paperinik té el cotxe 313 equipat amb gran quantitat de gadgets d'alta tecnologia dissenyats per Gyro Gearloose per a combatre el crim.

## Filmografia i videojocs

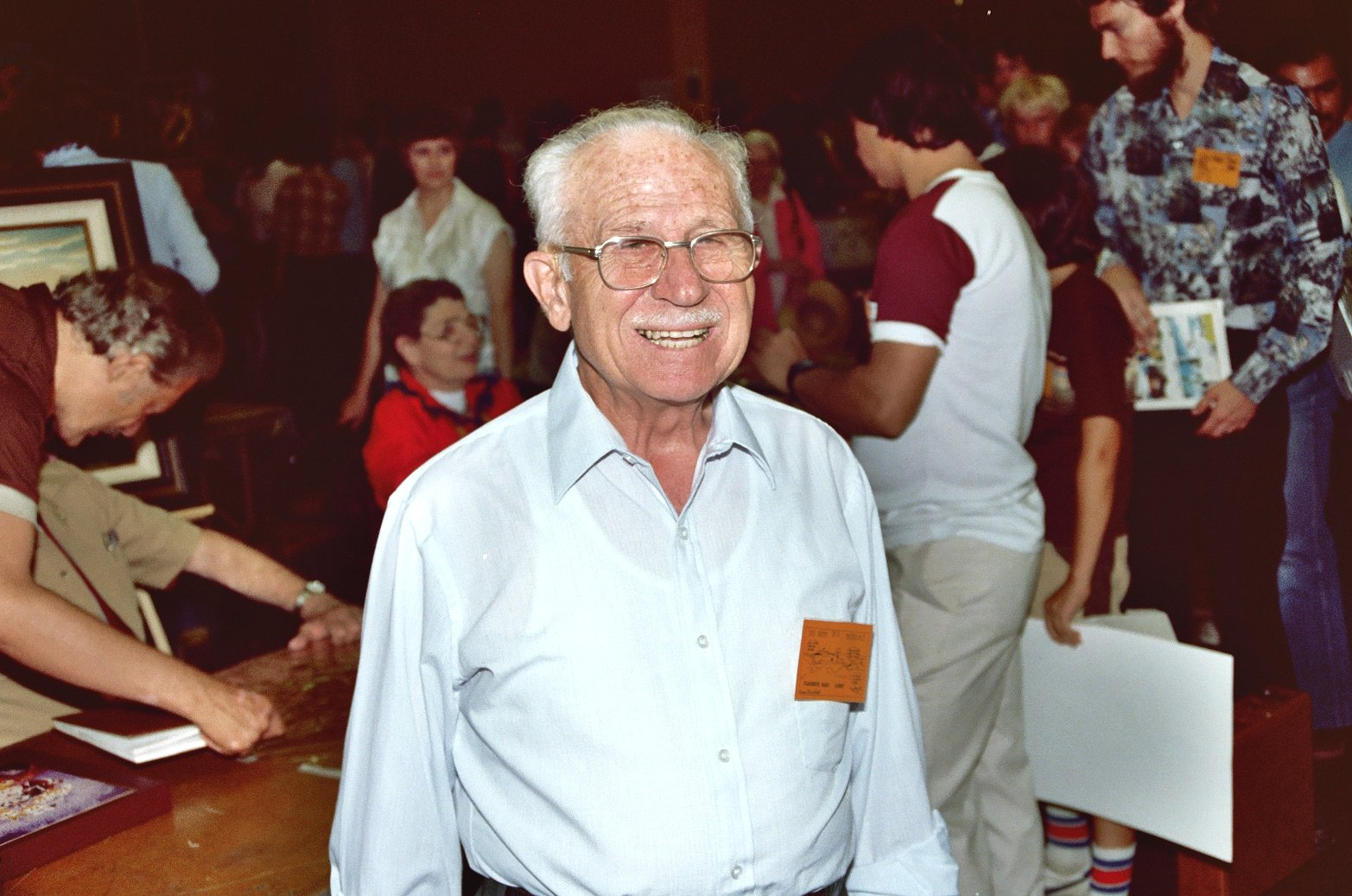
Clarence Nash, veu de l'Ànec Donald, en una foto de 1982.

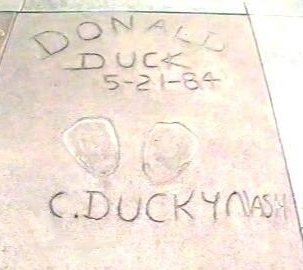
Petjades de l'Ànec Donald al Passeig de la Fama de Hollywood fetes pel seu doblador Clarence Nash.

### Llargmetratges
- Saludos Amigos (1942)
- The Three Caballeros (1944)
- Fun and Fancy Free (1947)
- Melody Time (1948)
- Mickey's Christmas Carol (1983)
- Qui ha enredat en Roger Rabbit? (1988)
- Mickey's 60th Birthday (1988)
- The Prince and the Pauper (1990)
- A Goofy Movie (1995)
- Fantasia 2000 (1999)
- Mickey's Once Upon a Christmas (1999)
- Mickey's Magical Christmas: Snowed in at the House of Mouse (2001)
- Mickey's House of Villains (2002)
- Mickey's PhilharMagic (2003)
- Mickey's Twice Upon a Christmas (2004)
- Mickey, Donald, Goofy: The Three Musketeers (2004)
- The Lion King 1 1/2 (2004)

### Sèries de televisió
- DuckTales (1987-1990)
- Donald Duck Presents (compilació de curtmetratges clàssics de Disney)
- Donald's Quack Attack (compilació de curtmetratges clàssics de Disney)
- Bonkers (1993-1995)
- Quack Pack (1996-1997)
- Mickey Mouse Works (1999-2000)
- House of Mouse (2001-2003)
- Mickey Mouse Clubhouse (2006)

### Vídeojocs
- Donald Duck
- Donald Duck's Playground (1984)
- Donald's Alphabet Chase (1988)
- Quackshot (1991)
- The Lucky Dime Caper starring Donald Duck (1991)
- World of Illusion Starring Mickey Mouse and Donald Duck (1992)
- Deep Duck Trouble Starring Donald Duck (1993)
- Disney's Magical Quest 3 Starring Mickey and Donald (1995), (2005)
- Maui Mallard in Cold Shadow (1996)
- Disney's Donald Duck: Goin' Quackers (2000)
- Mickey's Speedway USA (2000)
- Disney Golf (2002)
- Disney's PK: Out of the Shadows (2002)
- Kingdom Hearts (2002)
- Kingdom Hearts Final Mix (2002)
- Kingdom Hearts: Chain of Memories (2004)
- Kingdom Hearts II (2006)
- Kingdom Hearts II Final Mix+ (2007)

## Referències

## Dibuixants/autors destacats[calcitació]
- Carl Barks
- Luciano Bottaro
- Giovan Battista Carpi
- Giorgio Cavazzano
- Daan Jippes
- Don Rosa
- Romano Scarpa
- Al Taliaferro
- Vicar
- Shiro Amano